# Tour du Togo
Le Tour cycliste international du Togo est une course cycliste par étapes organisée au Togo. Elle a été créée en 1989.

## Palmarès depuis 2002
| Année     | Vainqueur           | Deuxième           | Troisième          |
| --------- | ------------------- | ------------------ | ------------------ |
| 2002      | Diego Agbéfou       |                    |                    |
| 2003      | Diego Agbéfou       |                    |                    |
| 2004      | Komi Dossouvi       | Kouawovi Dossouvi  | Attivi Egué        |
| 2006      | Idrissa Ouedraogo   |                    |                    |
| 2007      | Idrissa Ouedraogo   | Mohammed Ahmed     | Osouma Aminou      |
| 2008      | Bassirou Konté      |                    |                    |
| 2009      | Hamidou Yaméogo     |                    |                    |
| 2010      | Noufou Minoungou    |                    |                    |
| 2011      | Noufou Minoungou    |                    |                    |
| 2012      | Noufou Minoungou    | Mickaël Dhinnin    |                    |
| 2013      | Médéric Clain       | Issiaka Fofana     | Alexis Tourtelot   |
| 2014      | Harouna Ilboudo     | Guy Smet           | Hamidou Yaméogo    |
| 2015      | Seydou Bamogo       | Oumarou Minoungou  | Samuel Anim        |
| 2016      | Mathias Sorgho      | Mickaël Hugonnier  | Bécaye Traoré      |
| 2017      | Issiaka Cissé       | Pascal Bousquet    | Niels van der Pijl |
| 2018      | Abdoul Aziz Nikiéma | Sander Cordeel     | Karamoko Bamba     |
| 2019      | Julian Hellmann     | Paul Daumont       | Sam Van de Mieroop |
| 2020-2023 | Pas organisé        | Pas organisé       | Pas organisé       |
| 2024      | Yacouba Diallo      | Harouna Ilboudo    | Bassirou Monean    |
| 2025      | Sidiki Diarra       | Tiemoko Diamouténé | Saturnin Yameogo   |